# موتور اسپرت

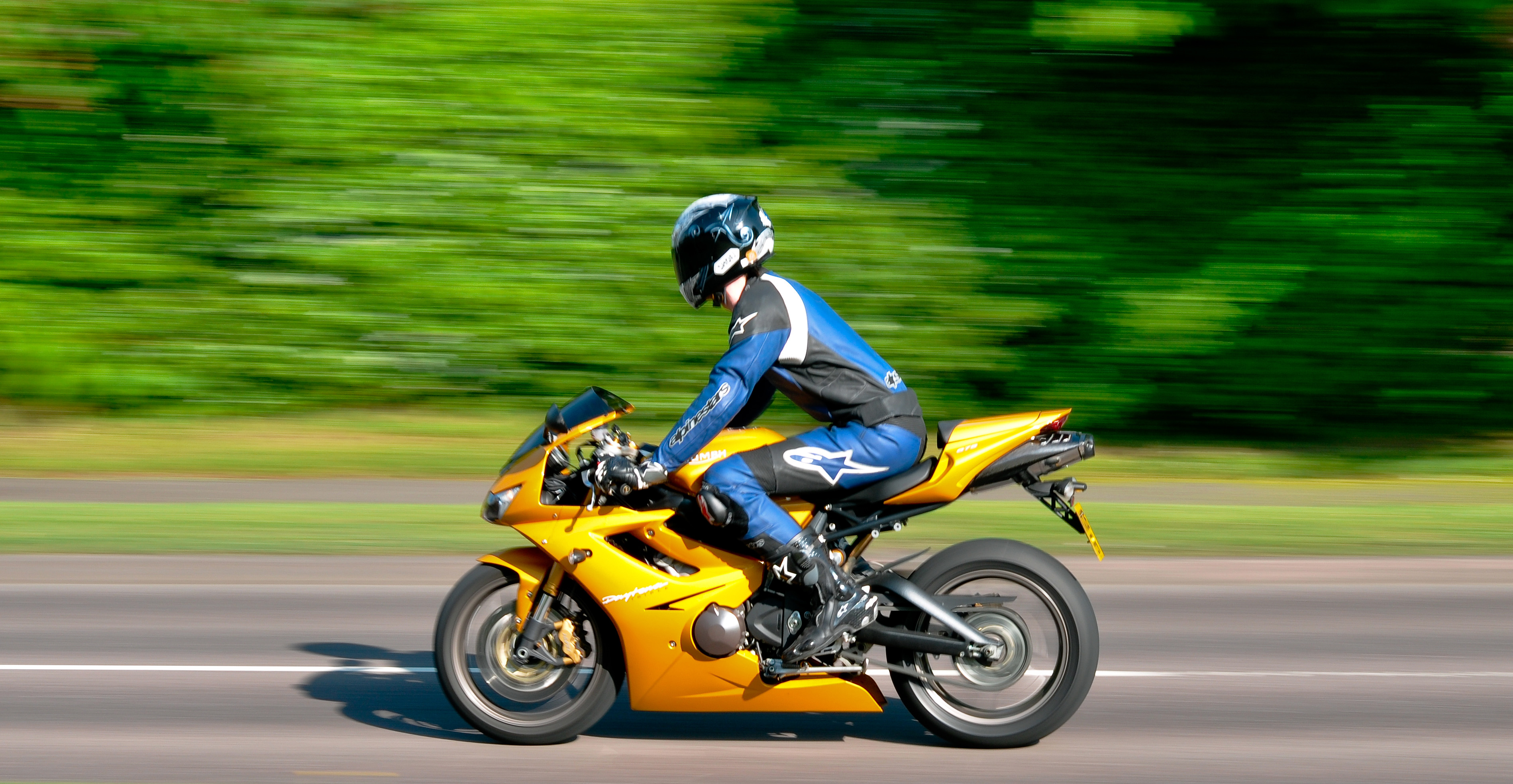
یک موتور ورزشی ترایمف دیتونا ۶۷۵.

موتور ورزشی، موتورسیکلت ورزشی یا موتور اسپرت موتورسیکلتی است که با تاکید بر سرعت، شتاب، ترمز، و چسبندگی در مسیرهای مسابقه آسفالت و جاده‌ها طراحی و بهینه شده‌ است. آنها عمدتاً برای عملکرد بهتر در راحتی، مصرف سوخت، ایمنی و کاهش صدا در مقایسه با سایر موتورسیکلت ها طراحی شده‌اند.
موتورسیکلت‌های اسپرت دارای شیشه جلو هستند که موتور را کاملاً محصور می‌کند و به‌طور مؤثری هوا را در سرعت‌های بالا از راننده منحرف می‌کند و در نتیجه کشش کلی را به حداقل می‌رساند.